# Гауя (національний парк)
Національний парк Га́уя (латис. Gaujas nacionālais parks) — найбільший (площа — 917,45 км²) і найстаріший (заснований 14 вересня 1973 року) національний парк у Латвії.
Парк розташовується в історичному регіоні Відземе. Територія парку простягається з північного сходу від околиць міста Валміера до південного заходу до села Мурьяні вздовж долини річки Гауя, від якої парк бере свою назву. Парк розмістився в Аматському, Цесіському, Інчукалнському, Крімулдському, Лигатненському, Паргауйському та Сігулдському краях. На території національного парку лежать міста Сігулда, Цесіс і Лигатне, а на північному сході в декількох кілометрах від границь парку розташувалось місто Валміера.
Адміністрація національного парку Гауя розташована в місті Сігулда.
Парк був заснований для захисту природного середовища, сприянню природному туризму та забезпеченню сталого розвитку у регіоні. Територія парку захищається державою, і в той же час парк може бути використаний для природного та культурно-історичного туризму, а також для оздоровлення. Південно-східна частина парку є популярним місцем відпочинку жителів міста Риги, а північно-західна частина більшою мірою — природоохоронна територія.

## Природа
Основна частина національного парку — це стара долина річки Гауя довжиною 95,3 км. Її глибина становить 20 метрів у Валміери і 85 метрів у Сігулди, а ширина часом перевищує 2,5 км.
Територія парку розділена на п'ять функціональних зон. Виділено кілька особливо цінних у біологічному плані територій: заповідні зони ярів Нурміжу (латис. Nurmižu), лісу Рочу (латис. Roču), древніх схилів яру Інціємс (латис. Inciems) і болота Судас (латис. Sudas). Заповідники займають досить невелику, але в той же час дуже цінну частину парку. Відвідування цих зон заборонено. У решті території допускаються тільки такі види економічної діяльності, які по суті не змінюють історично сформовану структуру ландшафту.
Ліси вкривають 47% площі парку. Це головним чином смерекові та соснові ліси, але зустрічається і листвяна рослинність. Національний парк характеризується високим біологічним різноманіттям. У парку знайдені майже 900 видів рослин, 149 видів птахів і 48 видів ссавців.
У парку розташовано безліч озер, найбільшим з яких є Унгурс.
З 2004 року Національний парк Гауя є частиною мережі Natura 2000 як територія, яка призначена для збереження охоронюваних видів і біотопів.
Протягом 2015 року проведенням різноманітних заходів відзначається 40-а річниця заснування природних стежок Ліготне, на яких зараз можна зустріти найрізноманітніших диких тварин.

## Туризм
Історія туризму в парку Гауя має довгу традицію. Ще в XIX столітті тут почали бувати туристи з тростинами-посохами для піших походів. Раніше цей район іноді називали «Лівонською Швейцарією».
Щороку тисячі відвідувачів привертає унікальний ландшафт і мальовничі пейзажі стародавньої долини Гауї — скелі та стрімчаки з пісковику, печери та ущелини.
Національний парк особливо відомий завдяки стрімчакам з девонського пісковику, розташованим вздовж берегів річки Гауя. У деяких місцях в районі Сігулди висота цих круч досягає 90 метрів.
Стрімчак Сіетіньіезіс (латис. Sietiņiezis) на правому березі Гауї є найбільшим оголенням білого пісковику девонського періоду. Висота обриву Сіетіньіезісу досягає 15 м. Уздовж нього проходить спеціально розроблений пішохідний маршрут. Раніше на цій скелі знаходилась найбільша природна арка в Латвії, яка зруйнувалася влітку 1975 року. Поруч з нею в стрімчаку розташована наскрізна «Чортова печера» (латис. Sietiņieža Velnala) довжиною 10,5 м, і з якої б'є джерело, а також стовп з пісковику висотою 15 метрів і так званий «чортів каблук» — відокремлений розпадинами виступ з платформою на кінці, який з часом теж може стати стовпом з пісковику.
Довжина вигнутого півколом стрімчака Звартес (латис. Zvārtes iezis) становить 200 м, висота — до 40 м. У 1930-ті роки русло річки Амати у скелі Звартес було спрямлено, щоб сила течії не руйнувала унікальний пам'ятник природи.
Скелі Ерглю (латис. Ērgļu klintis) — найбільша в Прибалтиці монолітна стіна з пісковику, загальна довжина якої — 700 м. Скелі Ерглю — один з найпопулярніших туристичних об'єктів у Відземе. Спеціально для відвідувачів зроблені сходинки і влаштований оглядовий майданчик.
Скелі Кюкю (латис. Ķūķu klintis) довжиною близько півкілометра мають висоту 43 м. У скелях знаходяться дві печери (довжиною 20 і 10 м), до яких можна дістатися тільки з річки за допомогою човна.
В околицях Лигатне знаходяться мальовничі скелі Глуду (латис. Glūdu klintis). Висота обриву — 13-20 м, довжина — близько 250 м. У нижній частині скель, у рівня води, утворилася ніша. Більша частина скель перебуває під прикриттям дерев і з річки Гауї або протилежного берега майже не проглядається.
На лівому березі Гауї біля Лигатне височать стрімчаки Спріньгю (латис. Spriņģu iezis) та Юмправу (латис. Jumpravu iezis) — скеля з пісковику завдовжки 250 м і заввишки 7 м.
Печера Гутманя (латис. Gūtmaņa ala) біля міста Сігулда — найширша і найбільш висока печера-грот у всій Балтії. Довжина печери — 18,8 метрів, ширина — 12 метрів, найбільша висота — 10 метрів. Печера Гутманя утворилася в скелі жовто-червоного пісковику. Протягом кількох тисячоліть вона формувалася потоками і підземними джерелами Гауї. Печера Гутманя — найстаріший об'єкт туризму в Латвії. На стінах печери збереглися написи з 17-го століття.
Печера та ущелина Крауклю (латис. Kraukļu aiza, Воронів) також знаходиться біля Сігулди. Ущелина сформувалося в темно-червоному середньо-девонському пісковику. Максимальна висота вертикальних стін ущелини — 11,5 метра. У стіні ущелини утворилася невелика 5-метрова трикутна печера. Раніше в літературі згадувалися дві печери Воронів. Найвірогідніше, що друге поглиблення зникло після осипів пісковику
У національному парку є понад 500 пам'яток історії та культури різних століть, більшість яких повиті легендами та переказами, — городища, кам'яні замки, церкви, садиби, водяні та вітряні млини, а також інші археологічні, архітектурні та мистецькі пам'ятки. На території парку розміщуються кілька історичних будівель: Турайдський замок, Лієлстраупе (замок і церква), маєток Унгурмуйжа (латис. Ungurmuiža). Вченими реконструйований населений пункт стародавніх латгалів (IX–X століття) — Арайшське озерне поселення, розташоване неподалік від Арайшського середньовічного замку.